# Famagusta
Famagusta (görögül Αμμόχωστος [Ammóhosztosz], törökül Gazimağusa) Ciprus legnagyobb kikötővárosa, a Famagusta közigazgatási kerület központja. A város az Észak-Ciprusi Török Köztársaság szakadár állam területén fekszik. (Az 1974-es török megszállás óta a várostól délre fekvő Paralímni a körzet ideiglenes közigazgatási központja.)

## Fekvése

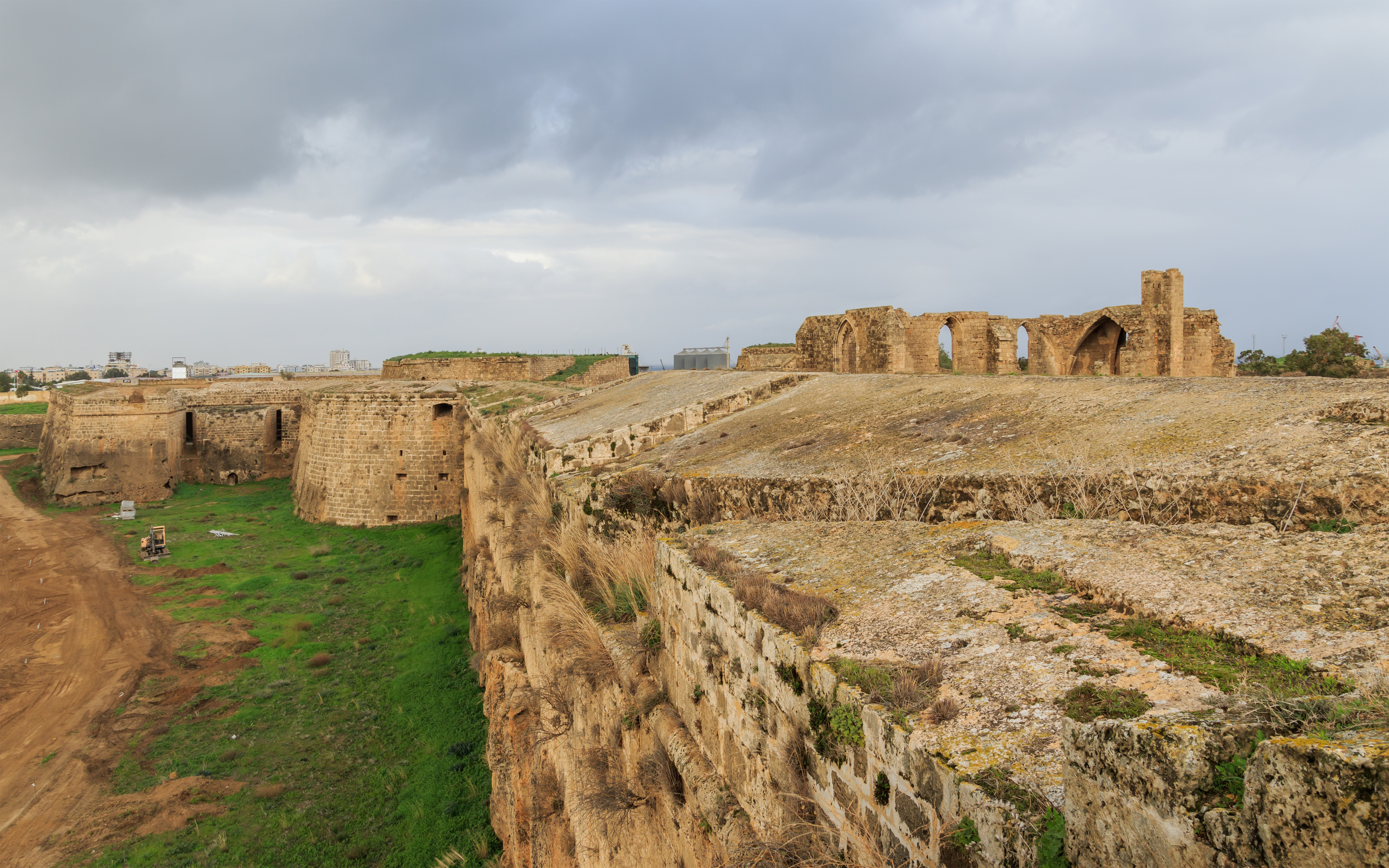
Várfal

A város a sziget keleti felén, a Famagustai-öböl partján fekszik, Larnacától 40 kilométerre északkeleti, Nicosiától 60 kilométerre délkeleti irányban.
A Famagustai-öböl vízmélysége a legnagyobb a szigeten. Famagusta Ciprus legnagyobb, legforgalmasabb kikötővárosa volt az 1974-es török agresszióig. Mivel a város a Zöld vonaltól északra, török megszállási övezetben fekszik, 1974 óta a kikötő nem üzemel.

## Története
A hagyomány szerint a várost II. Ptolemaiosz alapította i. e. 245-ben Arszinoé halászfalu helyén. Valójában már az i. e. 2. évezred második felében Alašiya nevű kikötőváros volt itt, erről kapta az egész sziget az ebben az időben használatos nevét is. A klasszikus ókorban a „ciprusi Szalamisz” néven ismert öböl stratégiai jelentőséggel bírt. 1191-től a Lusignan fennhatóság kezdetétől indult jelentősebb fejlődésnek a település. A Lusignan uralkodók formálisan nem csak a ciprusi király, de a jeruzsálemi király címét is viselték, és Jeruzsálem királyává hagyományosan Famagustában koronázták őket.
A város többször növekedett különböző menekültek bevándorlásának következtében, így Salamis arabok általi elfoglalása után görögök érkeztek nagyobb számban, 1136-ban a bizánci császár örményeket telepített be és Akko szír város 1291-es eleste után is újabb, ezúttal keresztény menekülthullám érkezett, amelynek köszönhetően Famagusta jelentős fejlődésen ment keresztül és a térség egyik leggazdagabb városává vált.
A város fejlődésének motorja a jó adottságú és a kelet-nyugati kereskedelem szempontjából igen fontos elhelyezkedésű kikötő, amelyre a sziget különböző fennhatósági korszakaiban is nagy mértékben építettek. Így fontos kereskedelmi központnak számított a Lusignan-korszakban, majd a genovaiak és a velenceik számára is. A kereskedelem következtében gazdaggá váló település gazdag építészeti örökséggel büszkélkedhetett. A 14. században Ciprusi Királyság központi hatalmának meggyengülése mellett a velenceiek és a genovaiak egyre nyíltabban viszálykodtak a városért. Ez 1372-ben nyílt háborúhoz vezetett: a kövér Péter névvel is illetett II. Péter ciprusi király koronázása során Famagustában viszály, majd utcai harc tört ki, aminek nyomán Genova hajóhadat küldött és megszállta a várost. A fontos kereskedelmi központ kikerült a ciprusi király fennhatósága alól. 1489-ben viszont Velence hódította meg a várost.

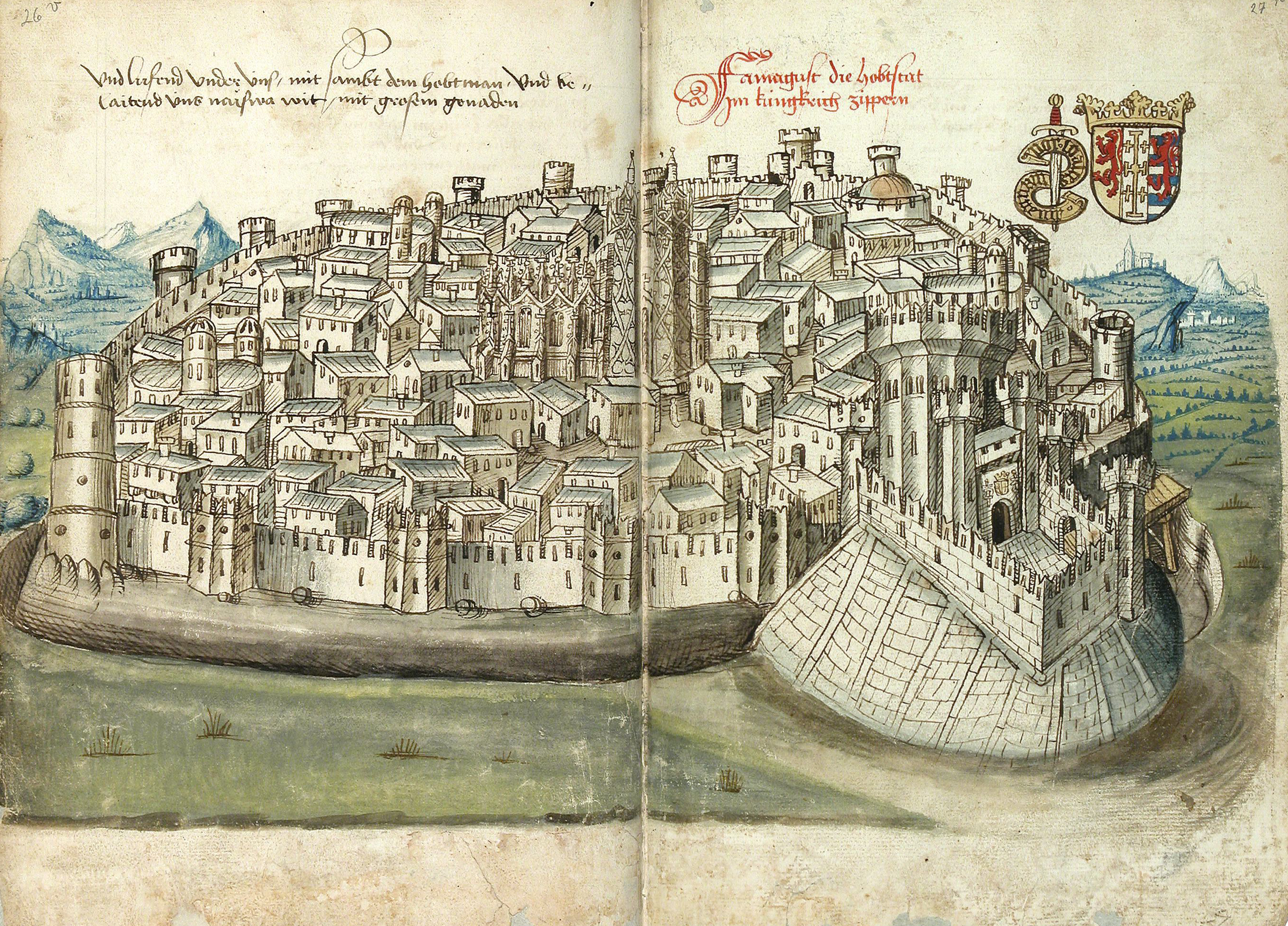
Famagusta ábrázolása 1487-ben

Az 1570-1571-es ottomán ostrom pusztítása után az oszmán fennhatóság további gazdasági és kulturális fejlődést hozott a város életébe, a törökök vallási iskolát hoztak létre, és fürdőket építettek városban, míg viszonylagos szabadságot hagytak a nem muzulmán lakosságnak.
A brit uralom idején a kikötő és a városi infrastruktúra is jelentős fejlődése ment keresztül. A város jelentős terjeszkedésnek indult, és a török ciprióták a városfalon belül, míg a görög ciprióták a falon kívül éltek. Ebben a korszakban indult jelentősebb fejlődésnek a Varosa városrész, amely pedig a görög közösség otthona volt.

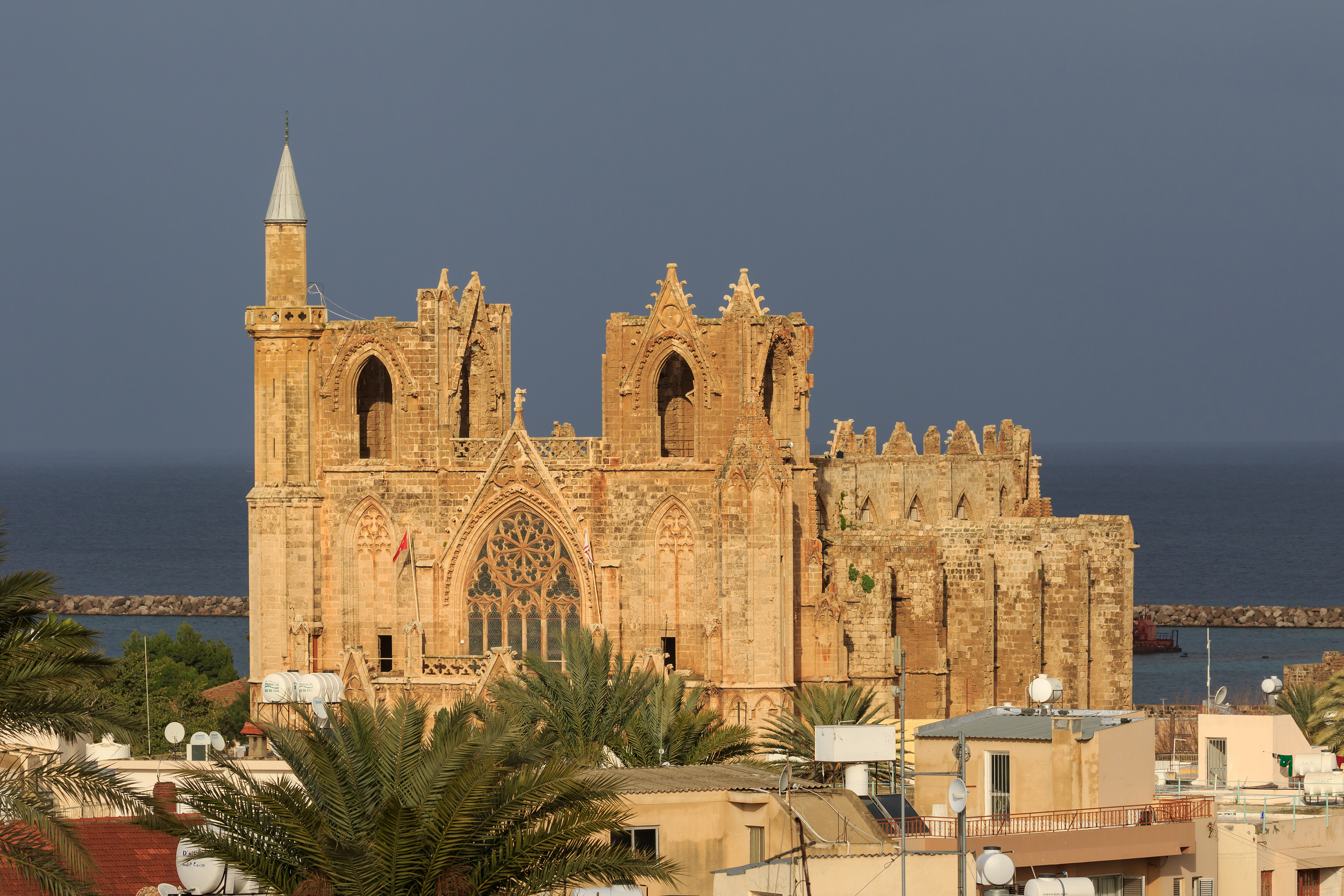
Lala Musztafa pasa mecset (korábban Szent Miklós katedrális)

A II. világháború után a városban működött a két brit internálótábor egyike, ahol közel 50 000 holokauszttúlélő zsidó várta az engedélyt, hogy kivándorolhasson Palesztinába.
A függetlenség elnyerése után Varosa nemzetközileg is ismert turisztikai célponttá fejlődött, és a sziget bevételének igen jelentős része a famagustai (varosai) turizmusból, a városban zajló tengeri kereskedelemből és utasforgalomból származott. Az ennek kapcsán fellépő igényeket főként a városban működő és megerősödő könnyűipar és a város környéki mezőgazdasági övezetek elégítették ki. 1960 körül a város lélekszámát 60 000 főre becsülték.
A várost – amelyet korábban evakuáltak – 1974. augusztus 14-16-án foglalták el Törökország csapatai. Azóta a híres varósziai üdülőövezet és a város jelentős része a világ egyik leghíresebb szellemvárosa. A közigazgatási terület központja – a török megszállás miatt – a délebbre fekvő Paralimni településre került, a turisztikai központ funkcióját részlegesen Agia Napa vette át.

## Népesség
| 2011 | 40 920 |

## Gazdasága

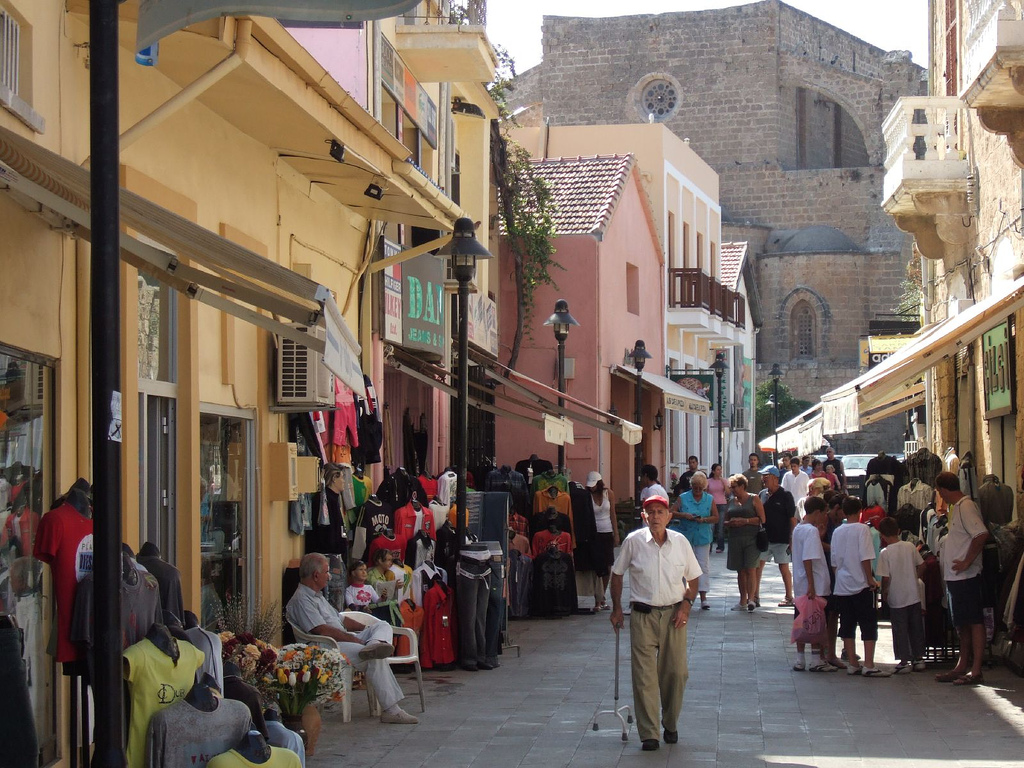
Utcakép

A török megszállás következtében a kikötő 1974 óta nem üzemel.
A körzet déli területein mezőgazdasági tevékenység is folyik, így például a környék jó minőségű és vörös színéről nevezetes földjében termelik a ciprusi burgonyaszükséglet jelentős részét.
Paralimni és Agia Napa körzete a környező falvakkal Ciprus egyik legfontosabb turisztikai övezete.

## Nevezetességei
- Lala Musztafa pasa mecset (eredetileg Szent Miklós katedrális, épült a 14. században)
- Othello-torony
- Velencei erőd

## Testvértelepülései
- İzmir, Törökország (1994 óta, az „Észak-Ciprusi Török Köztársaság” bábállam keretein belül)